# Пушкарёво 1-е
Пушкарёво 1-е — село в Слободо-Туринском районе Свердловской области России, входит в состав муниципального образования «Сладковское сельское поселение». 

## Географическое положение
Пушкарёво 1-е расположено в 28 километрах (по дорогам в 33 километрах) к северо-западу от села Туринская Слобода, на правом берегу реки Туры. На востоке примыкает к Пушкарёву 2-му.

## Александро-Невская церковь
В 1879 году была построена каменная, однопрестольная церковь, которая была освящена в честь блгв. великого князя Александра Невского. Церковь была закрыта в 1940 году, а в советское время была снесена.

## Население
| 2002 | 2010 | 2021 |
| ---- | ---- | ---- |
| 191  | ↘114 | ↘107 |

## Известные уроженцы
Калинин Яков Кириллович (1918—1981) — советский архитектор, член Союза архитекторов СССР. Главный инженер, директор проектного института «Марийскгражданпроект» (1966—1981). Заслуженный строитель Марийской АССР (1967). Специалист, определивший архитектурный облик столицы Марий Эл — Йошкар-Олы во второй половине XX века. Участник Великой Отечественной войны.